# Route 20 (Île-du-Prince-Édouard)
Pour les articles homonymes, voir Route 20.
La Route 20 est une route secondaire de 32,3 km (20,1 mi) sur l'Île-du-Prince-Édouard. Son terminus ouest est à la jonction de la route 2 et de la route 6 à Kensington et son terminus est est à la jonction de la route 6 et de la route 8 à New London.

## Description du tracé
La route débute à son terminus ouest et se dirige vers le nord jusqu'à Malpeque où elle tourne à droite. Elle traverse la rivière Baltic, se dirige vers l'est et bifurque vers le sud près de French River. Elle traverse la Southwest River et prend fin à son terminus est.
Intersections majeures
| Comté                 | Ville        | km    | Destinations                                                                   | Notes                                                                  |
| --------------------- | ------------ | ----- | ------------------------------------------------------------------------------ | ---------------------------------------------------------------------- |
| Prince                | Kensington   | 0,00  | Route 2 / Route 6 est (Victoria Street est) – Margate, Summerfield, Summerside | Terminus ouest de la Route 6; la Route 20 ouest devient la Route 2 est |
| Prince                | Indian River | 4,80  | Route 104 (Hamilton Road)                                                      |                                                                        |
| Prince                | Malpeque Bay | 9,10  | Route 103 est / Route 104 sud (Hamilton Road)                                  | Terminus nord de la Route 104; terminus ouest de la Route 103          |
| Prince                | Darnley      | 14,10 | Route 102 sud (Memory Line)                                                    | Terminus nord de la Route 102                                          |
| Queens                | Sea View     | 18,70 | Route 103 ouest                                                                | Terminus est de la Route 103                                           |
| Queens                | Park Corner  | 21,40 | Route 101 sud (Irishtown Road) – Kensington                                    | Terminus nord de la Route 101                                          |
| Queens                | Park Corner  | 21,50 | Route 262 sud (Long River Road)                                                | Terminus nord de la Route 262                                          |
| Queens                | French River | 25,60 | Route 263 ouest (Howalt Road)                                                  | Terminus est de la Route 263                                           |
| Queens                | Springbrook  | 27,90 | Route 234 ouest (English Church Road)                                          | Terminus est de la Route 234                                           |
| Queens                |              | 31,10 | Route 262 nord (Marks Road)                                                    | Terminus sud de la Route 262                                           |
| Queens                | New London   | 32,30 | Route 6 / Route 8 ouest – Kensington, Cavendish, Summerfield                   | Terminus est de la Route 8; la Route 20 est devient la Route 8 ouest   |
| - Transition de route |              |       |                                                                                |                                                                        |